# ララガーデン春日部
ララガーデン春日部（ララガーデンかすかべ、LaLa garden KASUKABE）は、埼玉県春日部市のショッピングセンター。三井ショッピングパーク ララガーデン春日部として運営している。

## 概要
三井不動産が展開する近隣型SC「ライフパークスタイル」としては、4施設目として東武鉄道春日部駅から徒歩4分の地に2007年11月8日オープンした。また、国道4号と国道16号に囲まれた所に位置するため、駐車場は立体・平面合わせて1050台分を用意した。
SCはオープンモール形式での出店ではあるが、春日部市の花であるフジの棚（パーゴラ）をイメージした米国の建築家であるフェルナンド・バスケスの設計による大屋根や店舗前には庇も設置されているため、降雨時にも気兼ねなく買い物が可能である。
春日部市を舞台とする『クレヨンしんちゃん』をモチーフにしたゲームセンター「ゲーセン クレヨンしんちゃん嵐を呼ぶ ブリブリ シネマスタジオ」も出店している。

## 沿革
- 2007年11月8日 - グランドオープン。

## 主要テナント
- ヤオコー
- ユナイテッド・シネマ
- ノジマ
- 無印良品
- リブロ

## 過去のテナント
- 京成ストア
- ユニクロ
- GU
- 丸亀製麵

施設の紹介
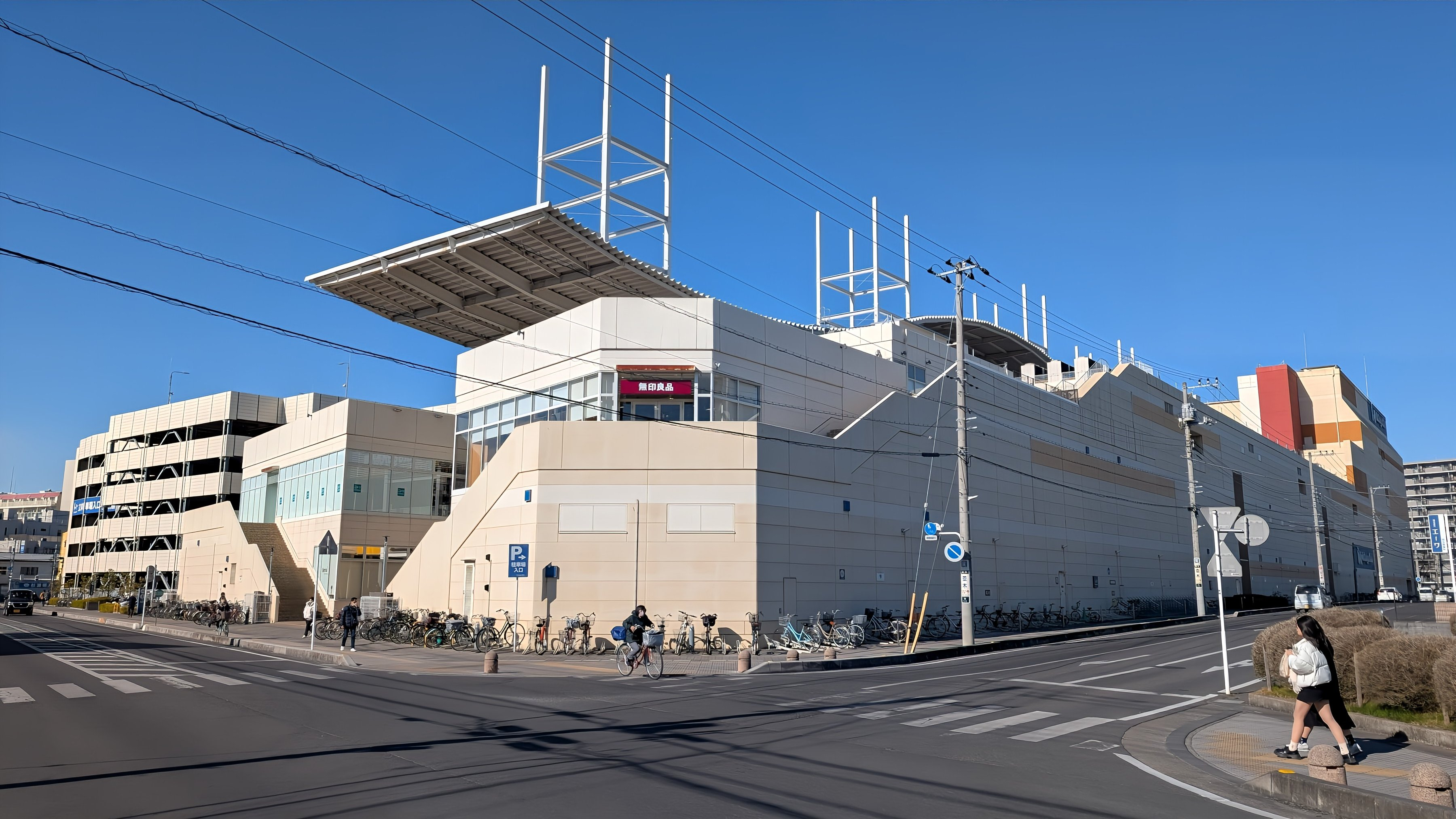
ララガーデン春日部全景
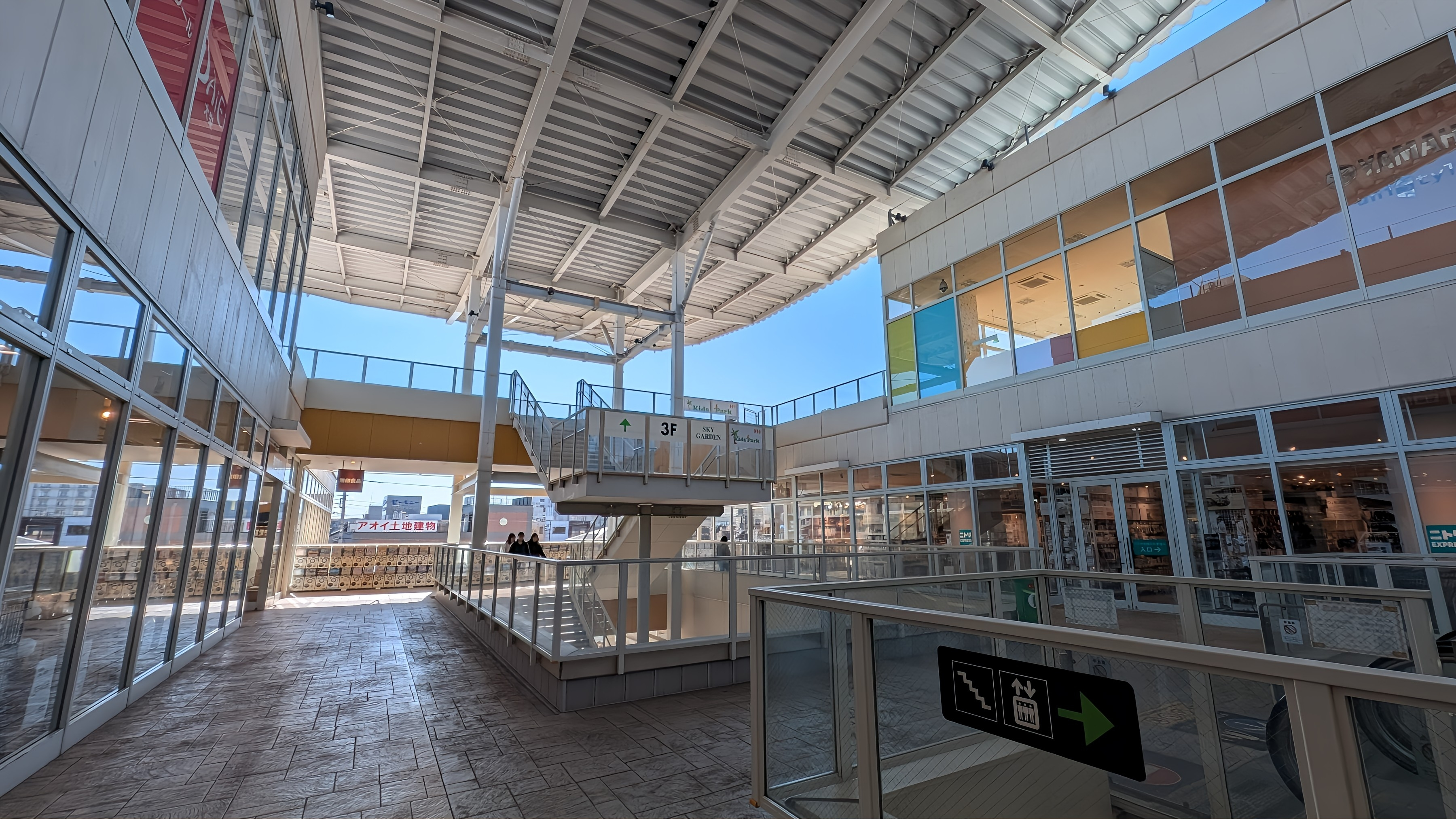
2Fの南端
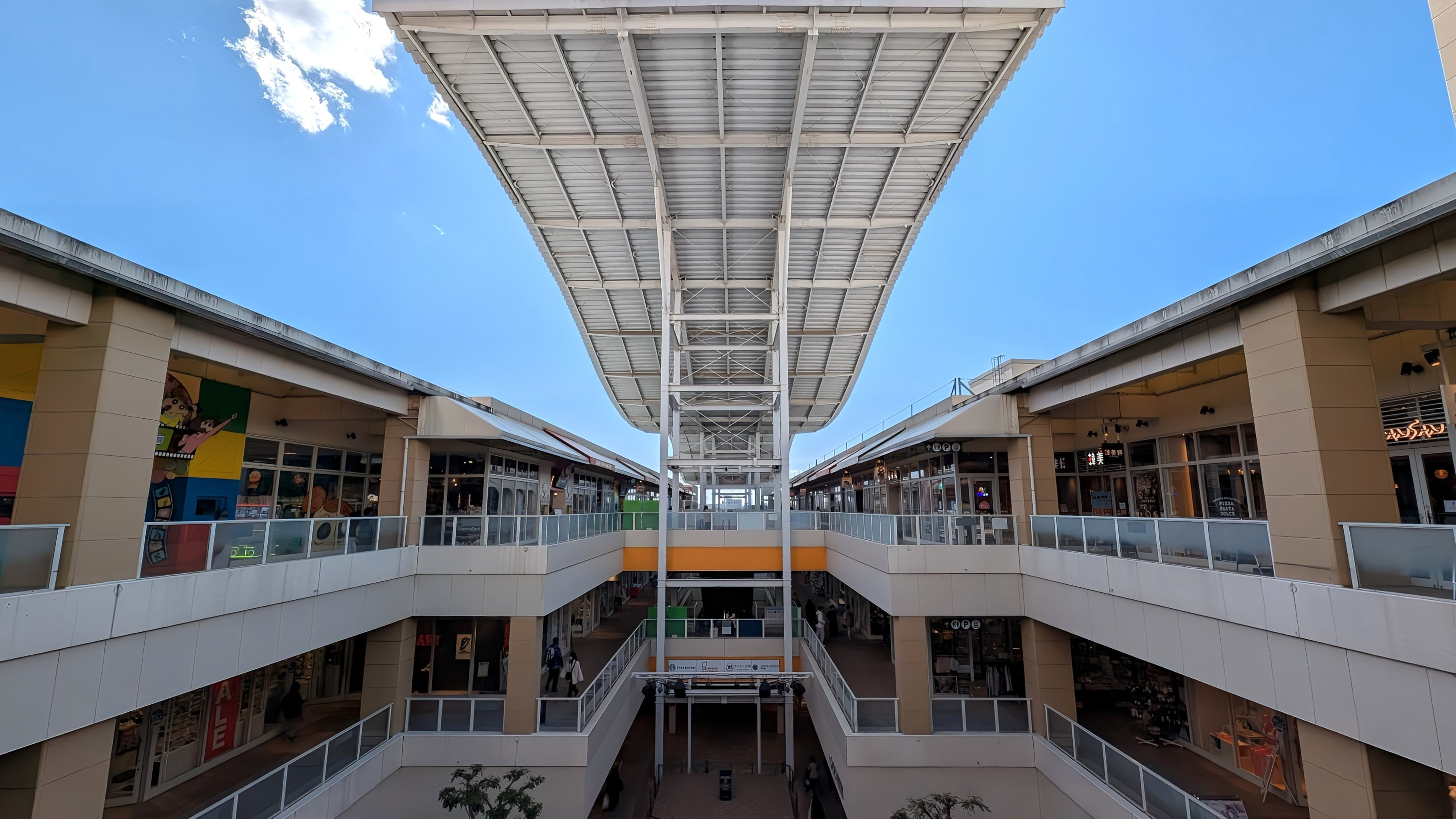
3F北端より大屋根を見上げる
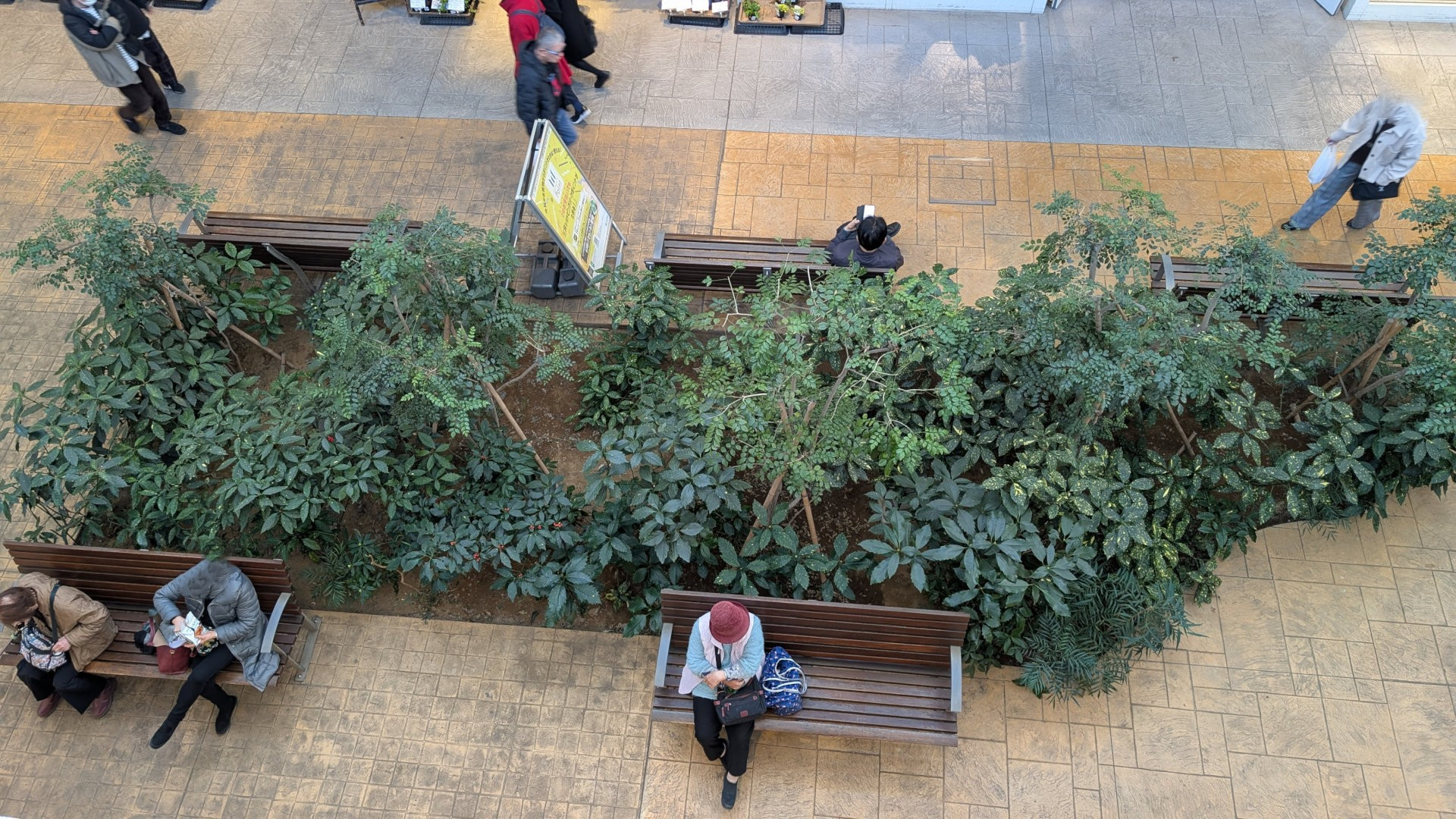
1F 中央通路の休憩スペース

## 春日部市との連携
春日部農産物直売協議会は、市内で採れた新鮮で安全な季節の「野菜」「果物」「米」「花卉(かき)」などを市内各所で販売している。
ララガーデン春日部の1階「イベントスペース」においても毎月第2水曜日、第4水曜日に出張マルシェとして販売を実施している。
また、令和7年2月には春日部市と「水害時の一時避難場所の提供協力に関する覚書」を交わしている、三井不動産商業マネジメント(株)と共同で、車中泊避難所開設訓練を実施した。
この訓練は、市内に台風が接近し河川氾濫等による水害等が発生した場合を想定したもので、一時的にララガーデン春日部の立体駐車場を一時滞在場所として開放するというもの。
一時滞在場所の開設の流れを確認したほか、水害によってトイレが使用できなくなる場合に備えるため、仮設トイレの組み立訓練も行っている。